# Arrondissement de Brive-la-Gaillarde
L'arrondissement de Brive-la-Gaillarde est une division administrative française, située dans le département de la Corrèze, en région Nouvelle-Aquitaine.

## Historique
L'arrondissement de Brive est l'un des trois arrondissements de la Corrèze créés en 1800, en même temps que la plupart des autres arrondissements français. En 1929, il devient l'arrondissement de Brive-la-Gaillarde.

## Composition

### Période 1982-2015
En 1982, les cantons de Brive-la-Gaillarde-Nord et Brive-la-Gaillarde-Sud disparaissent et sont remplacés par six autres. L'arrondissement se compose alors de quinze cantons représentant 99 communes : 
- canton d'Ayen, qui groupe onze communes :
Ayen, Brignac-la-Plaine, Louignac, Objat, Perpezac-le-Blanc, Saint-Aulaire, Saint-Cyprien, Saint-Robert, Segonzac, Vars-sur-Roseix et Yssandon.

- canton de Beaulieu-sur-Dordogne, qui groupe treize communes :
Astaillac, Beaulieu-sur-Dordogne, Bilhac, Brivezac, La Chapelle-aux-Saints, Chenailler-Mascheix, Liourdres, Nonards, Puy-d'Arnac, Queyssac-les-Vignes, Sioniac, Tudeils et Végennes.

- canton de Beynat, qui groupe sept communes :
Albignac, Aubazine, Beynat, Lanteuil, Palazinges, Le Pescher et Sérilhac.

- canton de Brive-la-Gaillarde-Centre, limité à une fraction de commune :
Brive-la-Gaillarde.

- canton de Brive-la-Gaillarde-Nord-Est, limité à une fraction de commune :
Brive-la-Gaillarde

- canton de Brive-la-Gaillarde-Nord-Ouest, limité à une fraction de commune :
Brive-la-Gaillarde

- canton de Brive-la-Gaillarde-Sud-Est, qui groupe deux communes :
Brive-la-Gaillarde (fraction de commune) et Cosnac.

- canton de Brive-la-Gaillarde-Sud-Ouest, qui groupe cinq communes :
Brive-la-Gaillarde (fraction de commune), Estivals, Jugeals-Nazareth, Nespouls et Noailles.

- canton de Donzenac, qui groupe six communes :
Allassac, Donzenac, Sadroc, Sainte-Féréole, Saint-Pardoux-l'Ortigier et Saint-Viance.

- canton de Juillac, qui groupe dix communes :
Chabrignac, Concèze, Juillac, Lascaux, Rosiers-de-Juillac, Saint-Bonnet-la-Rivière, Saint-Cyr-la-Roche, Saint-Solve, Vignols et Voutezac.

- canton de Larche, qui groupe huit communes :
Chartrier-Ferrière, Chasteaux, Cublac, Larche, Lissac-sur-Couze, Mansac, Saint-Cernin-de-Larche et Saint-Pantaléon-de-Larche.

- canton de Lubersac, qui groupe douze communes :
Arnac-Pompadour, Benayes, Beyssac, Beyssenac, Lubersac, Montgibaud, Saint-Éloy-les-Tuileries, Saint-Julien-le-Vendômois, Saint-Martin-Sepert, Saint-Pardoux-Corbier, Saint-Sornin-Lavolps et Ségur-le-Château.

- canton de Malemort-sur-Corrèze, qui groupe six communes :
La Chapelle-aux-Brocs, Dampniat, Malemort-sur-Corrèze, Ussac, Varetz et Venarsal.

- canton de Meyssac, qui groupe quatorze communes :
Branceilles, Chauffour-sur-Vell, Collonges-la-Rouge, Curemonte, Lagleygeolle, Ligneyrac, Lostanges, Marcillac-la-Croze, Meyssac, Noailhac, Saillac, Saint-Bazile-de-Meyssac, Saint-Julien-Maumont et Turenne.

- canton de Vigeois, qui groupe six communes :
Estivaux, Orgnac-sur-Vézère, Perpezac-le-Noir, Saint-Bonnet-l'Enfantier, Troche et Vigeois.

### À partir de 2015
Contrairement à l'ancien découpage où chaque canton était inclus à l'intérieur d'un seul arrondissement, le nouveau découpage territorial de 2014/2015 s'affranchit des limites des arrondissements. Certains cantons peuvent être composés de communes appartenant à des arrondissements différents. Dans l'arrondissement de Brive-la-Gaillarde, c'est le cas pour deux cantons dont les communes sont également réparties sur l'arrondissement de Tulle. Au total, l'arrondissement de Brive-la-Gaillarde est donc composé de huit cantons entiers et de deux cantons partiels.
Le tableau suivant présente la répartition des cantons et de leurs communes par arrondissement :
| N° | Canton                    | Brive-la-Gaillarde | Tulle |
| -- | ------------------------- | ------------------ | ----- |
| 1  | Allassac                  | 12                 |       |
| 3  | Brive-la-Gaillarde-1      | Fraction Brive     |       |
| 4  | Brive-la-Gaillarde-2      | Fraction Brive     |       |
| 5  | Brive-la-Gaillarde-3      | 2 + Fraction Brive |       |
| 6  | Brive-la-Gaillarde-4      | Fraction Brive     |       |
| 9  | Malemort-sur-Corrèze      | 5                  |       |
| 10 | Midi corrézien            | 33                 | 1     |
| 13 | Saint-Pantaléon-de-Larche | 13                 |       |
| 18 | Uzerche                   | 12                 | 9     |
| 19 | L'Yssandonnais            | 21                 |       |
|    |                           | 99                 |       |

### Découpage communal depuis 2015
Depuis 2015, le nombre de communes des arrondissements varie chaque année soit du fait du redécoupage cantonal de 2014 qui a conduit à l'ajustement de périmètres de certains arrondissements, soit à la suite de la création de communes nouvelles. Le nombre de communes de l'arrondissement de Brive-la-Gaillarde est ainsi de 99 en 2015, 98 en 2016, 97 en 2017 et 96 en 2019.
Au 1er janvier 2024, l'arrondissement groupe les 96 communes suivantes :
1. Albignac
2. Allassac
3. Altillac
4. Arnac-Pompadour
5. Astaillac
6. Aubazines
7. Ayen
8. Beaulieu-sur-Dordogne
9. Benayes
10. Beynat
11. Beyssac
12. Beyssenac
13. Bilhac
14. Branceilles
15. Brignac-la-Plaine
16. Brive-la-Gaillarde
17. Chabrignac
18. La Chapelle-aux-Brocs
19. La Chapelle-aux-Saints
20. Chartrier-Ferrière
21. Chasteaux
22. Chauffour-sur-Vell
23. Chenailler-Mascheix
24. Collonges-la-Rouge
25. Concèze
26. Cosnac
27. Cublac
28. Curemonte
29. Dampniat
30. Donzenac
31. Estivals
32. Estivaux
33. Jugeals-Nazareth
34. Juillac
35. Lagleygeolle
36. Lanteuil
37. Larche
38. Lascaux
39. Ligneyrac
40. Liourdres
41. Lissac-sur-Couze
42. Lostanges
43. Louignac
44. Lubersac
45. Malemort
46. Mansac
47. Marcillac-la-Croze
48. Ménoire
49. Meyssac
50. Montgibaud
51. Nespouls
52. Noailhac
53. Noailles
54. Nonards
55. Objat
56. Palazinges
57. Perpezac-le-Blanc
58. Le Pescher
59. Puy-d'Arnac
60. Queyssac-les-Vignes
61. Rosiers-de-Juillac
62. Sadroc
63. Saillac
64. Saint-Aulaire
65. Saint-Bazile-de-Meyssac
66. Saint-Bonnet-la-Rivière
67. Saint-Bonnet-l'Enfantier
68. Saint-Cernin-de-Larche
69. Saint-Cyprien
70. Saint-Cyr-la-Roche
71. Saint-Éloy-les-Tuileries
72. Sainte-Féréole
73. Saint-Julien-le-Vendômois
74. Saint-Julien-Maumont
75. Saint-Martin-Sepert
76. Saint-Pantaléon-de-Larche
77. Saint-Pardoux-Corbier
78. Saint-Pardoux-l'Ortigier
79. Saint-Robert
80. Saint-Solve
81. Saint-Sornin-Lavolps
82. Saint-Viance
83. Segonzac
84. Ségur-le-Château
85. Sérilhac
86. Sioniac
87. Troche
88. Tudeils
89. Turenne
90. Ussac
91. Varetz
92. Vars-sur-Roseix
93. Végennes
94. Vignols
95. Voutezac
96. Yssandon

## Sous-préfets

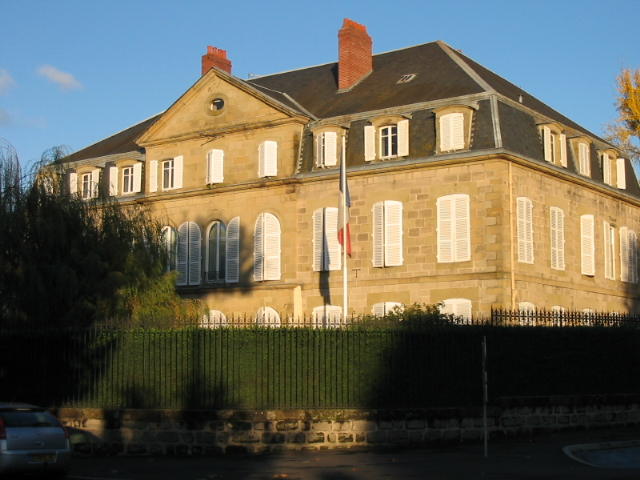
Sous-préfecture de Brive-la-Gaillarde

| Période           | Période         | Identité                      | Fonction précédente                                                                   | Observation                                                       |
| ----------------- | --------------- | ----------------------------- | ------------------------------------------------------------------------------------- | ----------------------------------------------------------------- |
| 11 avril 1974     | 25 avril 1977   | Henri Rouanet                 |                                                                                       |                                                                   |
| 7 décembre 1990   |                 | Jacques Sans                  | Sous-préfet hors classe                                                               |                                                                   |
| 1er janvier 1993  |                 | Paul Girot de Langlade        |                                                                                       |                                                                   |
| 29 août 2001      |                 | Jean-Pierre Cazenave-Lacrouts | Sous-préfet de Morlaix                                                                |                                                                   |
| 9 novembre 2007   |                 | Francis Soutric               | Directeur de cabinet du préfet de la région Midi-Pyrénées, préfet de la Haute-Garonne |                                                                   |
| 29 juin 2011      |                 | Guy Mascrés                   | Sous-préfet hors classe                                                               |                                                                   |
| 15 mai 2015       |                 | Jean-Paul Vicat               | Secrétaire général de la préfecture d'Eure-et-Loir                                    |                                                                   |
| 21 juin 2019      | 22 juillet 2023 | Philippe Laycuras             | Sous-préfet de Bernay                                                                 | nommé préfet délégué chargé d'une mission territoriale temporaire |
| 11 septembre 2023 | en cours        | Jacques Ranchère              | Sous-préfet de Mayenne à Mayenne                                                      |                                                                   |

## Démographie
En 2022, l'arrondissement comptait 129 574 habitants.
| 1968    | 1975    | 1982    | 1990    | 1999    | 2006    | 2011    | 2016    | 2021    |
| ------- | ------- | ------- | ------- | ------- | ------- | ------- | ------- | ------- |
| 109 495 | 115 323 | 119 150 | 120 140 | 121 150 | 127 079 | 130 347 | 128 863 | 128 968 |

| 2022    | - | - | - | - | - | - | - | - |
| ------- | - | - | - | - | - | - | - | - |
| 129 574 | - | - | - | - | - | - | - | - |